# Słowacki Teatr Narodowy

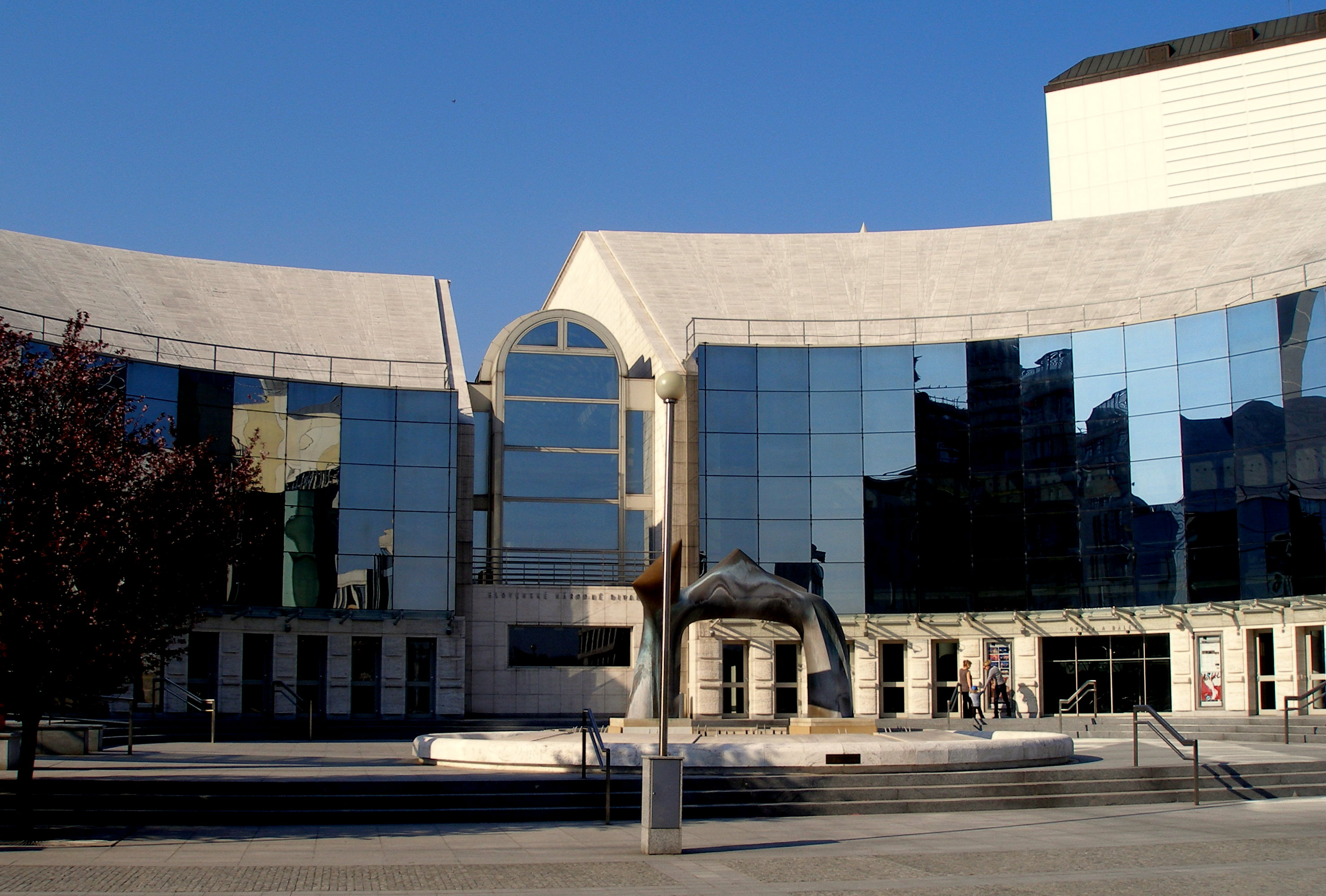
budynek współczesny

Słowacki Teatr Narodowy (słow. Slovenské národné divadlo) – słowacki teatr narodowy w Bratysławie, jedna z najważniejszych instytucji kultury Słowacji.

## Historia
Początki Słowackiego Teatru Narodowego sięgają roku 1920, a więc niedługo po utworzeniu Pierwszej Republiki Czechosłowackiej. Jego założenie powierzono rok wcześniej Towarzystwu SND (słow. Družstvo SND), które zawarło umowę z Bedřichem Jeřábkem, dyrektorem Východočeskej spoločnosti. Na mocy tej umowy w 1920 roku rozpoczęto działalność teatru.
Opera Słowackiego Teatru Narodowego zaczęła funkcjonować 3 marca 1920, debiutując inscenizacją Hubička, autorstwa czeskiego kompozytora Bedřicha Smetany. Dzień później po raz pierwszy odegrano dramat – Mariša Aloisa i Viléma Mrštíkovców. Balet zagościł na deskach bratysławskiego teatru 19 maja 1920, kiedy to przedstawiono publiczności spektakl Coppelia Léo Delibesa.
Na pierwsze przedstawienie w języku słowackim (Hriech a V službe, Jozefa Gregora Tajovskiego) bratysławianie musieli czekać do maja 1920. Mimo to, większość inscenizacji prezentowana była w języku czeskim. Powodem takiej sytuacji była niedostateczna liczba słowackojęzycznych scenariuszy, a także aktorów, tancerzy i śpiewaków. Pierwszymi profesjonalnymi słowackimi aktorami byli: Andrej Bagar, Ján Borodáč, Oľga Borodáčová-Országhová, Jozef Kello oraz Gašpar Arbét. Na przełomie lat 1921–1922 podróżowali oni po kraju, docierając do dużej liczby odbiorców i propagując teatr wśród mieszkańców gmin słowackich.
W roku 1932 odnotowano rozłam Towarzystwa SND na Czeską oraz Słowacką Kompanię Teatralną Słowackiego Teatru Narodowego. Pierwszej przewodniczył V. Šulc, drugiej zaś – J. Borodáč. Obydwie grupy z sukcesami wystawiały swoje inscenizacje zarówno po czesku, jak i słowacku, aż do roku 1938, kiedy to kompania czeska została zmuszona do opuszczenia teatru. Od tej pory wszystkie przedstawienia poddano słowakizacji (sytuacja zmieniła się jednak w ostatnich latach – na deski STN powrócił język czeski i inne oryginalne wersje językowe dramatów).
W 1986 roku rozpoczęto budowę nowego budynku teatralnego, jednak braki funduszy i niestabilna sytuacja polityczna Czechosłowacji (a w konsekwencji – jej rozpad) sprawiły, że oddano go do użytku dopiero w 2007 roku. Nowa siedziba teatru jest w stanie pomieścić jednocześnie 1700 osób.

## Współczesność
Obecnie Słowacki Teatr Narodowy stanowi jedno z najważniejszych miejsc na kulturowej mapie Słowacji. Funkcję dyrektora generalnego pełni Ondrej Šoth.